# آلبوم کریسمس جکسون فایو
آلبوم کریسمس جکسون فایو (انگلیسی: Jackson 5 Christmas Album) اولین آلبوم کریسمس و چهارمین آلبوم استودیویی پنج نفره موتاون به نام جکسون فایو است که در ۱۵ اکتبر ۱۹۷۰ منتشر شد.